# Campionato italiano 1989-1990 (hockey su pista femminile)
| Indice Formula del campionato · Squadre partecipanti Girone A · Girone B · Girone C · Semifinali · Finali Note · Fonti e bibliografia · Collegamenti esterni · Voci correlate |

Il Campionato Italiano Femminile di hockey su pista 1989-90 fu la 4ª edizione del campionato italiano di hockey su pista femminile.

## Formula del campionato
Al campionato potevano partecipare ed essere tesserate tutte le atlete che avevano già compiuto il 13º anno di età.
Le gare di qualificazione si svolgevano su due tempi di 25' effettivi con un intervallo di 10'.

Le gare di finale disputate sui campi neutri (concentramenti) stabiliti dalla FIHP avevano una durata ridotta a 20' effettivi con un intervallo di 10'.
Le 18 società iscritte al campionato furono divise in 3 gironi all'italiana e le prime due classificate di ogni girone furono ammesse alle semifinali. In caso di parità di punti non venivano effettuate gare di spareggio: il passaggio al turno successivo era regolato dall'art. 11 R.G.C. pubblicato sul comunicato ufficiale n. 53 della F.I.H.P.

## Squadre partecipanti
| Club                                     | Città                     |
| ---------------------------------------- | ------------------------- |
| Amatori Pattinaggio Matera               | Matera (MT)               |
| Associazione Sportiva Hockey Athena      | Monopoli (BA)             |
| Pattinaggio Rotelle Carbonia             | Carbonia (CA)             |
| Polisportiva D.L.C. Confezioni           | Francavilla al Mare (CH)  |
| Polisportiva D.L.F. Bologna              | Bologna (BO)              |
| Hockey Don Piero Carpenedo               | Breganze (VI)             |
| Hockey Club Forte dei Marmi Versilia     | Forte dei Marmi (LU)      |
| Roller Skating Club Libertas Genzano     | Genzano di Roma (RM)      |
| Club Hockey Pattinaggio Montebello Denim | Montebello Vicentino (VI) |
| Hockey Ragazze Molfetta                  | Molfetta (BA)             |
| Hockey Rollen Latus Pordenone            | Pordenone (PN)            |
| Roller Club Salerno                      | Salerno (SA)              |
| Rotellistica Novara                      | Novara (NO)               |
| Hockey Club Salerno                      | Salerno (SA)              |
| Associazione Sportiva Hockey Sandrigo    | Sandrigo (VI)             |
| Skaters' Club Molfetta                   | Molfetta (BA)             |
| Hockey Club Teodolinda                   | Monza (MI)                |
| Hockey Trieste                           | Trieste (TS)              |

## Regular season

### Girone A
|  | P | Squadra                | Pt | G  | V  | N | P  | GF  | GS  | DR   |
|  | - | ---------------------- | -- | -- | -- | - | -- | --- | --- | ---- |
|  | 1 | Rollen Latus Pordenone | 21 | 12 | 10 | 1 | 1  | 106 | 17  | +89  |
|  | 2 | Montebello Denim       | 20 | 12 | 9  | 2 | 1  | 83  | 12  | +71  |
|  | 3 | Don Piero Carpenedo    | 16 | 12 | 7  | 2 | 3  | 42  | 26  | +16  |
|  | 4 | Sandrigo               | 14 | 12 | 7  | 0 | 5  | 58  | 44  | +14  |
|  | 5 | Rotellistica Novara    | 8  | 12 | 3  | 2 | 7  | 51  | 63  | -12  |
|  | 6 | Trieste                | 5  | 12 | 2  | 1 | 9  | 26  | 75  | -49  |
|  | 7 | Teodolinda             | 0  | 12 | 0  | 0 | 12 | 9   | 138 | -129 |

Verdetti
- Rollen Latus Pordenone e Montebello Denim ammesse alle semifinali.

#### Calendario
| Andata (1ª)  | Andata (1ª)         | 1ª giornata           | Ritorno (8ª) | Ritorno (8ª) |
|              |                     |                       |              |              |
| 11 feb. 1990 | 12-0                | Montebello-Teodolinda | 16-1         | 1º apr. 1990 |
| 11 feb. 1990 | 6-2                 | Carpenedo-Trieste     | 4-1          | 1º apr. 1990 |
| 11 feb. 1990 | 4-3                 | Sandrigo-Rot.Novara   | 7-3          | 1º apr. 1990 |
| 11 feb. 1990 | Riposa: L.Pordenone |                       |              | 1º apr. 1990 |

| Andata (2ª)  | Andata (2ª)        | 2ª giornata          | Ritorno (9ª) | Ritorno (9ª) |
|              |                    |                      |              |              |
| 18 feb. 1990 | 0-0                | Rot.Novara-Carpenedo | 2-5          | 8 apr. 1990  |
| 18 feb. 1990 | 2-7                | Sandrigo-L.Pordenone | 3-4          | 8 apr. 1990  |
| 18 feb. 1990 | 1-9                | Trieste-Montebello   | 0-10         | 8 apr. 1990  |
| 18 feb. 1990 | Riposa: Teodolinda |                      |              | 8 apr. 1990  |

| Andata (3ª)  | Andata (3ª)       | 3ª giornata           | Ritorno (10ª) | Ritorno (10ª) |
|              |                   |                       |               |               |
| 25 feb. 1990 | 9-0               | Montebello-Rot.Novara | 8-0           | 22 apr. 1990  |
| 25 feb. 1990 | 3-2               | Carpenedo-L.Pordenone | 1-4           | 22 apr. 1990  |
| 25 feb. 1990 | 0-5               | Teodolinda-Trieste    | 1-8           | 22 apr. 1990  |
| 25 feb. 1990 | Riposa: Carpenedo |                       |               | 22 apr. 1990  |

| Andata (4ª) | Andata (4ª)     | 4ª giornata            | Ritorno (11ª) | Ritorno (11ª) |
|             |                 |                        |               |               |
| 4 mar. 1990 | 10-0            | Rot.Novara-Teodolinda  | 17-5          | 25 apr. 1990  |
| 4 mar. 1990 | 2-2             | L.Pordenone-Montebello | 1-0           | 25 apr. 1990  |
| 4 mar. 1990 | 5-4             | Sandrigo-Carpenedo     | 3-5           | 25 apr. 1990  |
| 4 mar. 1990 | Riposa: Trieste |                        |               | 25 apr. 1990  |

| Andata (5ª)  | Andata (5ª)        | 5ª giornata            | Ritorno (12ª) | Ritorno (12ª) |
|              |                    |                        |               |               |
| 11 mar. 1990 | 6-0                | Montebello-Sandrigo    | 7-4           | 29 apr. 1990  |
| 11 mar. 1990 | 0-16               | Teodolinda-L.Pordenone | 0-21          | 29 apr. 1990  |
| 11 mar. 1990 | 1-9                | Trieste-Rot.Novara     | 2-2           | 29 apr. 1990  |
| 11 mar. 1990 | Riposa: Montebello |                        |               | 29 apr. 1990  |

| Andata (6ª)  | Andata (6ª)        | 6ª giornata          | Ritorno (13ª) | Ritorno (13ª) |
|              |                    |                      |               |               |
| 18 mar. 1990 | 1-3                | Carpenedo-Montebello | 2-2           | 1º mag. 1990  |
| 18 mar. 1990 | 13-1               | L.Pordenone-Trieste  | 14-0          | 1º mag. 1990  |
| 18 mar. 1990 | 10-0               | Sandrigo-Teodolinda  | 13-0          | 1º mag. 1990  |
| 18 mar. 1990 | Riposa: Rot.Novara |                      |               | 1º mag. 1990  |

| Andata (7ª)  | Andata (7ª)        | 7ª giornata            | Ritorno (14ª) | Ritorno (14ª) |
|              |                    |                        |               |               |
| 25 mar. 1990 | 2-10               | Rot.Novara-L.Pordenone | 3-12          | 6 mag. 1990   |
| 25 mar. 1990 | 0-6                | Teodolinda-Carpenedo   | 2-4           | 6 mag. 1990   |
| 25 mar. 1990 | 3-4                | Trieste-Sandrigo       | 1-3           | 6 mag. 1990   |
| 25 mar. 1990 | Riposa: Montebello |                        |               | 6 mag. 1990   |

## Tabellone risultati
| Girone A               | Carp | Mont | RLPn | Ro.N. | Sand | Teod | Trie |
| ---------------------- | ---- | ---- | ---- | ----- | ---- | ---- | ---- |
| Carpenedo              | –––– | 1-3  | 3-2  | 5-2   | 5-3  | 4-2  | 6-2  |
| Montebello Denim       | 2-2  | –––– | 0-1  | 8-0   | 6-0  | 12-0 | 10-0 |
| Rollen Latus Pordenone | 4-1  | 2-2  | –––– | 12-3  | 4-3  | 21-0 | 13-1 |
| Rotellistica Novara    | 0-0  | 0-8  | 2-10 | ––––  | 3-7  | 10-0 | 2-2  |
| Sandrigo               | 5-4  | 4-7  | 2-7  | 4-3   | –––– | 10-0 | 3-1  |
| Teodolinda             | 0-6  | 1-16 | 0-16 | 5-17  | 0-13 | –––– | 0-5  |
| Trieste                | 1-4  | 1-9  | 0-14 | 1-9   | 3-4  | 8-1  | –––– |

### Girone B
|  | P | Squadra           | Pt | G | V | N | P | GF | GS | DR  |
|  | - | ----------------- | -- | - | - | - | - | -- | -- | --- |
|  | 1 | D.L.F. Bologna    | 12 | 8 | 6 | 0 | 2 | 35 | 18 | +17 |
|  | 2 | D.L.C. Confezioni | 11 | 8 | 5 | 1 | 2 | .. | .. | +   |
|  | 3 | Libertas Genzano  | 10 | 8 | 6 | 0 | 2 | .. | .. | +   |
|  | 4 | Forte dei Marmi   | 5  | 7 | 2 | 1 | 4 | 27 | 18 | +9  |
|  | 5 | Carbonia          | 0  | 7 | 0 | 0 | 7 | 15 | 55 | -40 |

Verdetti
- D.L.F. Bologna e D.L.C. Confezioni ammesse alle semifinali.

### Girone C
|  | P | Squadra           | Pt | G  | V | N | P | GF | GS | DR  |
|  | - | ----------------- | -- | -- | - | - | - | -- | -- | --- |
|  | 1 | Skaters' Molfetta | 17 | 10 | 8 | 1 | 1 | 96 | 21 | +75 |
|  | 2 | Ragazze Molfetta  | 17 | 10 | 8 | 1 | 1 | 79 | 18 | +61 |
|  | 3 | Athena            | 9  | 10 | 4 | 1 | 5 | 28 | 36 | -8  |
|  | 4 | Roller Salerno    | 8  | 10 | 4 | 0 | 6 | 31 | 37 | -6  |
|  | 5 | Amatori Matera    | 8  | 10 | 4 | 0 | 6 | 14 | 53 | -39 |
|  | 6 | H.C. Salerno      | 1  | 10 | 0 | 1 | 9 | 12 | 95 | -83 |

Verdetti
- Skaters' Molfetta e Ragazze Molfetta ammesse alle semifinali.

## Semifinali
Le due semifinali vennero disputate campo sul neutro di Riccione il 19 e 20 maggio 1990.

### Semifinale A
|                  | Risultati |                  | Luogo e data             |  |
| ---------------- | --------- | ---------------- | ------------------------ |  |
| Rollen Pordenone | 4-1       | D.L.F. Bologna   | Riccione, 19 maggio 1990 |  |
| Rollen Pordenone | 11-0      | Ragazze Molfetta | Riccione, 19 maggio 1990 |  |
| D.L.F. Bologna   | 4-6       | Ragazze Molfetta | Riccione, 20 maggio 1990 |  |
|                  |           |                  |                          |  |

|  | P | Squadra                | Pt | G | V | N | P | GF | GS | DR  |
|  | - | ---------------------- | -- | - | - | - | - | -- | -- | --- |
|  | 1 | Rollen Latus Pordenone | 4  | 2 | 2 | 0 | 0 | 15 | 1  | +14 |
|  | 2 | Ragazze Molfetta       | 2  | 2 | 1 | 0 | 1 | 6  | 15 | -9  |
|  | 3 | D.L.F. Bologna         | 0  | 2 | 0 | 0 | 2 | 5  | 10 | -5  |

Verdetti
- Rollen Latus Pordenone e Ragazze Molfetta ammesse alle finali.

### Semifinale B
|                   | Risultati |                   | Luogo e data             |  |
| ----------------- | --------- | ----------------- | ------------------------ |  |
| Montebello Denim  | 0-0       | D.L.C. Confezioni | Riccione, 19 maggio 1990 |  |
| Montebello Denim  | 4-3       | Skaters' Molfetta | Riccione, 19 maggio 1990 |  |
| D.L.C. Confezioni | 2-8       | Skaters' Molfetta | Riccione, 20 maggio 1990 |  |
|                   |           |                   |                          |  |

|  | P | Squadra           | Pt | G | V | N | P | GF | GS | DR |
|  | - | ----------------- | -- | - | - | - | - | -- | -- | -- |
|  | 1 | Montebello Denim  | 3  | 2 | 1 | 1 | 0 | 4  | 3  | +1 |
|  | 2 | Skaters' Molfetta | 2  | 2 | 1 | 0 | 1 | 11 | 6  | +5 |
|  | 3 | D.L.C. Confezioni | 1  | 2 | 0 | 1 | 1 | 2  | 8  | -6 |

Verdetti
- Montebello Denim e Skaters' Molfetta ammesse alle finali.

## Finali
Le finali a 4 squadre, organizzate dall'Hockey Villa d'Oro di Modena, si svolsero al Palasport di Modena il 2 e 3 giugno 1990.
Verdetti
- Hockey Rollen Latus Pordenone

Squadra Campione:

 Hockey Rollen Latus Pordenone: Silvia Manzon, Barbara Griguol, Manuela Santarosa, Isabella Valeri, Simona Bomben, Cristina Trombetta, Rita Santarosa, Michela Vazzoler, Roberta Mascherin e Elena Concini. Allenatore: Mauro Marrone.